# Ingolfiella uspallatae
Ingolfiella uspallatae är en kräftdjursart. Ingolfiella uspallatae ingår i släktet Ingolfiella och familjen Ingolfiellidae. Inga underarter finns listade i Catalogue of Life.